# Wiśuddha
Wiśuddha – według tradycji hinduskiej ćakra odpowiedzialna za wyrażanie siebie, kreatywność i komunikację. Miałaby być ona ulokowana w dołku, u podstawy szyi oraz promieniować kolorem błękitnym.

## Według C.G. Junga
Ćakra wiśuddha koresponduje z żywiołem akaśa (eteru), myśleniem abstrakcyjnym, światem pojęć i rzeczywistością psychiczną. Na tym poziomie Jung sytuuje pełne poznanie bytu psychicznego jako zasadniczej istoty świata zachodzące dzięki przeżytemu doświadczeniu a nie poprzez dociekania i spekulacje umysłu. Autor daje za przykład Boga niepodlegającego prawom czasu i przestrzeni: jeśli zaistnieje doświadczenie psychiczne – to uznamy je jako fakt psychiczny, koncepcję czy pojęcie Boga wywiedziemy dopiero ze zrozumienia tego faktu psychicznego. Dla człowieka, który osiągnął poziom tej ćakry, właśnie fakty psychiczne stanowią realność: realność psychiczna stoi tu niejako w opozycji do realiów fizycznych. Wiśuddha w procesie indywiduacji odpowiada doświadczeniom archetypu Starego Mędrca.